# St-Ferréol (Marseille)

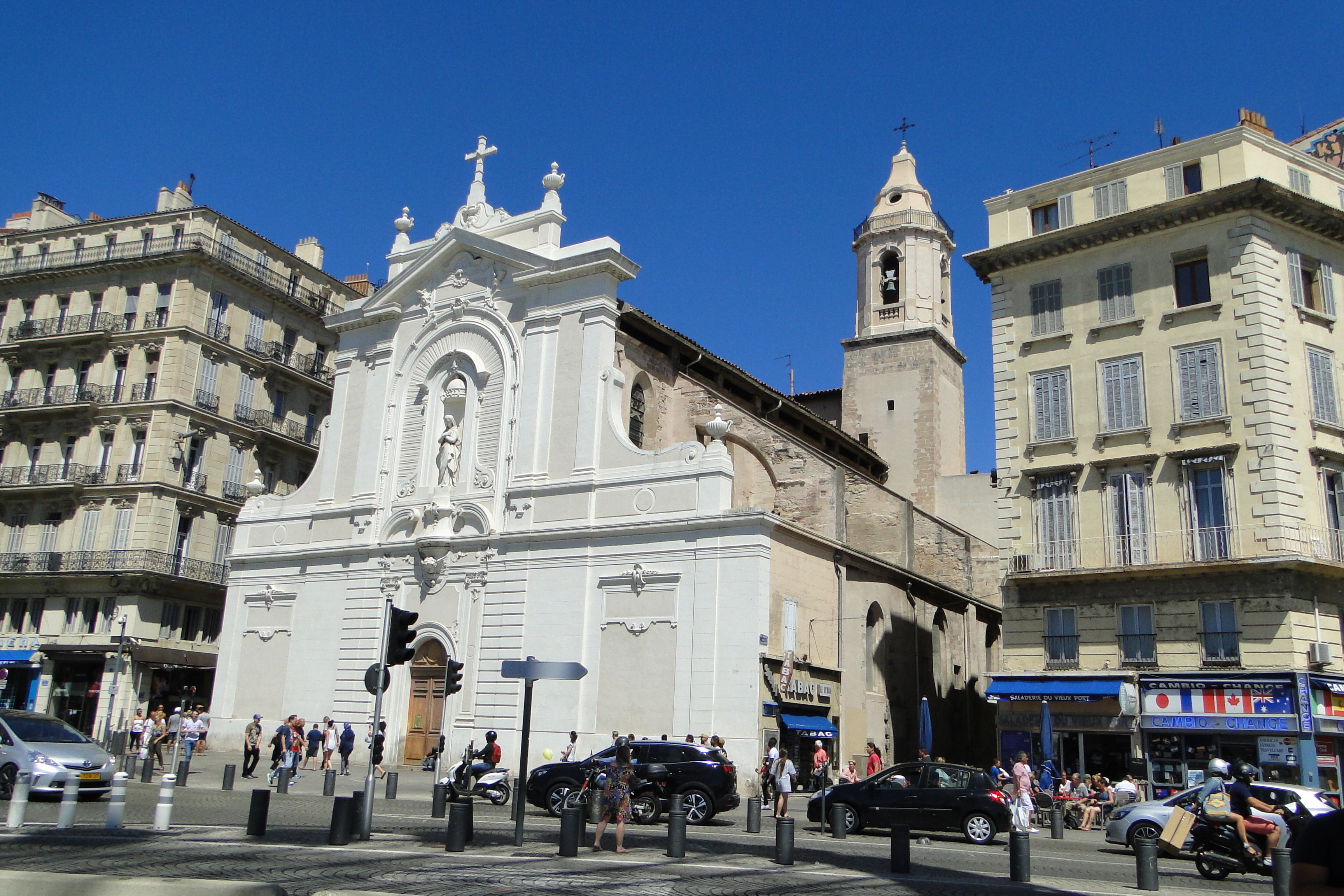
St-Ferréol (Marseille)

Die Kirche St-Ferréol (auch: Église des Augustins, oder mit Doppelnamen: St-Ferréol Les Augustins) ist eine römisch-katholische Kirche in der südfranzösischen Stadt Marseille.

## Lage und Patrozinium
Die Kirche befindet sich im 1. Arrondissement unmittelbar am Vieux Port in der Straße Quai de la Fraternité. Seit dem frühen 19. Jahrhundert ist sie zu Ehren des heiligen Ferreolus von Vienne geweiht. Vorher war sie Augustinerkirche. Seit 2017 wird sie von den Jesuiten betreut.

## Geschichte

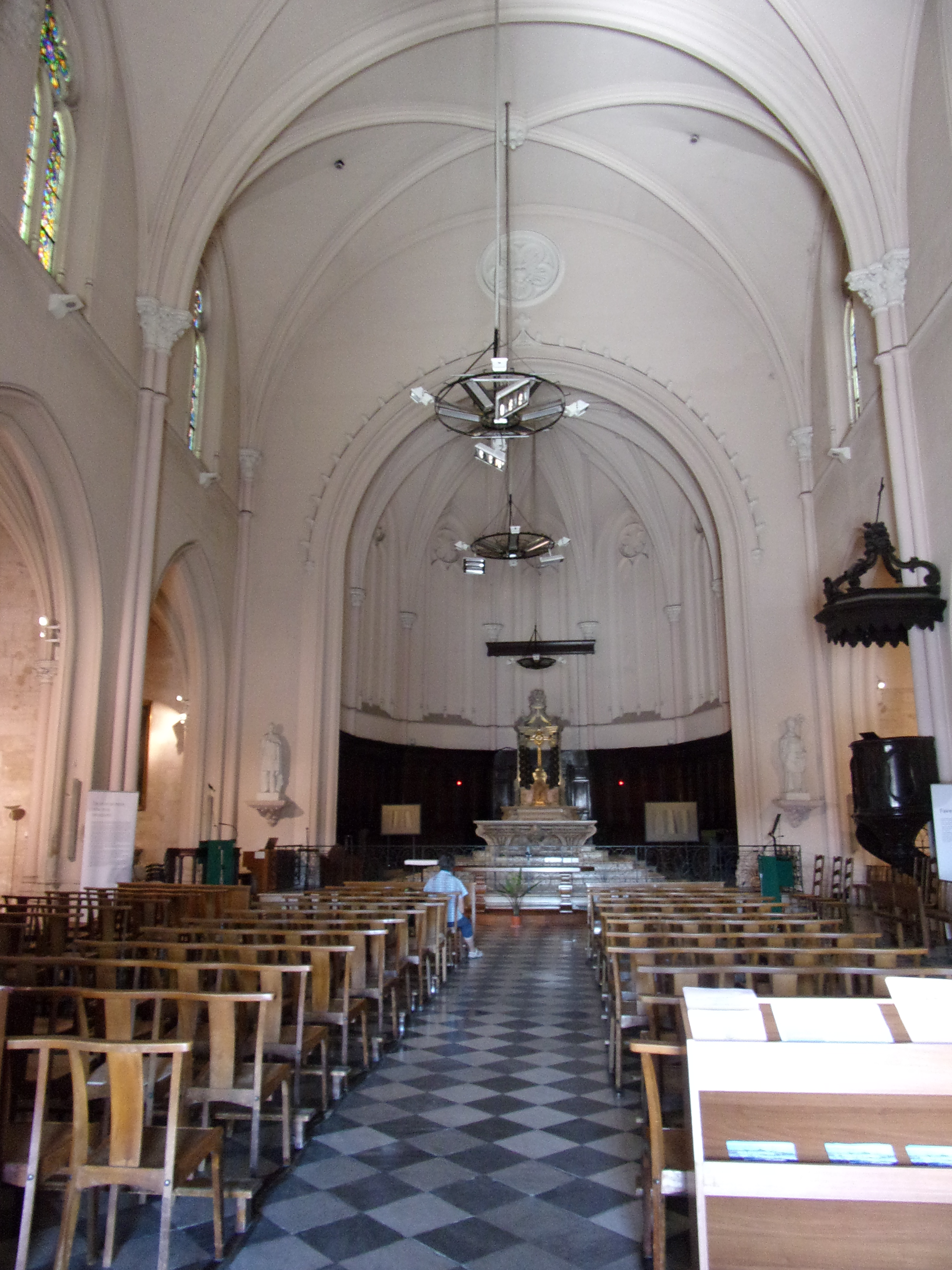
St-Ferréol (Marseille)

Der Kirchenbau stammt im Wesentlichen aus dem 16. Jahrhundert, wurde aber im 19. Jahrhundert erheblich umgestaltet. 1533 wurde die Kirche anlässlich der Hochzeit Heinrichs von Orléans mit Caterina de’ Medici von Papst Clemens VII. besucht.

## Ausstattung
Legende zum Grundriss:

St-Ferréol (Marseille)

1 – Hauptaltar von Dominique Fossati (1710–1792). 2 – Augustinusstatue von Raymond Servian (1903–1953). 3 – Ferreolusstatue. 4 – Altar der Lastenträger (portefaix). 5 – Gemälde der Petrus und Paulus erscheinenden Madonna mit Kind von Michel Serre (1658–1733). 6 – Grabmal der Familie Montolieu. 7 – Grabmal der Familie Mazenod. 8 – Reliquiar des heiligen Ludwig von Toulouse. 9 – Gemälde der heiligen Margareta von Antiochia von Michel Serre. 10 – Ferreolusbüste. 11 – Taufbecken. 12 – Statue der heiligen Therese von Lisieux von Élie-Jean Vézien (1892–1982). 13 – Statue der Jeanne d’Arc von Louis Botinelly (1883–1962). 14 – Kanzel. 15 – Gemälde „Ruhe auf der Flucht nach Ägypten“ von Michel Serre. 16 – Statue der Heiligen Familie. 17 – Orgel (1844) von Augustin Zeiger (1805–1868), 2015 restauriert. 18 – Elfenbein-Kruzifix.